# 輸入車中古車情報
輸入車中古車情報（ゆにゅうしゃちゅうこしゃじょうほう）は、日本の自動車雑誌である。
1959年（昭和34年）から「月刊自家用車」を発行している実績のある内外出版社（東京都台東区）が刊行する、月刊の中古車情報誌。「月刊自家用車」が主に新車購入を対象とした情報誌であるに対して、本誌では輸入車の中古車に関する話題や情報を扱う。発売は毎月20日で、一冊定価は450円（2011年11月現在）。出演や編集を通して本誌に大きく関与する自動車評論家として、中谷明彦がいる。